# Хмара Леонід Іванович
Леоні́д (справжнє ім'я — Олексі́й) Іва́нович Хма́ра (* 21 лютого 1915 — † 7 грудня 1978) — радянський актор художнього слова, диктор науково-популярних і документальних фільмів. Заслужений артист РРФСР (1968).

## Біографічні відомості
1936 року закінчив Харківський музично-драматичний інститут. Працював актором.
Від 1941 року — диктор Центральної студії документальних фільмів (Москва).

## Фільмографія
Читав текст у документальних фільмах:
- «Битва за нашу Радянську Україну» (1943),
- «Берлін» (1945),
- «Звільнена Франція»,
- «Перемога на Правобережній Україні» (1945, реж. О. Довженко),
- «Парад Перемоги» (1945),
- «Суд народів» (1946),
- «Володимир Ілліч Ленін» (1948),
- «Рукописи Леніна»,
- «Покорителі моря» (1959),
- «Люди голубого вогню» і «Перший рейс до зірок» (1961),
- «Дороги п'ятого континенту» (1964),
- «Велика Вітчизняна» (1965).

Читав текст у художніх фільмах:
- «Таємниці мудрого рибалки» (1957),
- «Як посварилися Іван Іванович з Іваном Никифоровичем» (1959),
- «Нормандія — Німан» (1960),
- «Казка про Коника-горбоконика» (1961),
- «Живі та мертві» (1963) — також актор,
- «Відплата» (1967),
- «Серце Росії» (1970).

Оператор Михайло Посельський занотував такий цікавий епізод, пов'язаний з озвучуванням фільму «Парад Перемоги» (1945) :
| «Парад знімали на німецьку кольорову плівку, яку обробляли в Берліні. Щоб пришвидшити випуск кольорового варіанту, монтаж і озвучування вирішили також перенести в Берлін. Режисерська група та диктор фільму Леонід Хмара вилетіли в Німеччину. Для Хмари це була перша закордонна поїздка, тож він надумав того ж вечора відзначити цю подію в берлінському ресторані. Ледве приступивши до закуски, московський диктор прикусив собі язик, і так сильно, що стала потрібною «швидка допомога». Коли в Москві взнали, що німецький лікар заборонив нашому дикторові розтулювати рот, вирішили, що цей лікар, напевно, фашист… Звичайно ж, лікар, що лікував Хмару, виявився просто гарним фахівцем, і через тиждень фільм «Парад Перемоги» було озвучено та передано для перегляду в Кремль». |